# Lucio Cornelio Pusione
Lucio Cornelio Pusione (in latino Lucius Cornelius Pusio; fl. 55-70) è stato un senatore e generale romano.

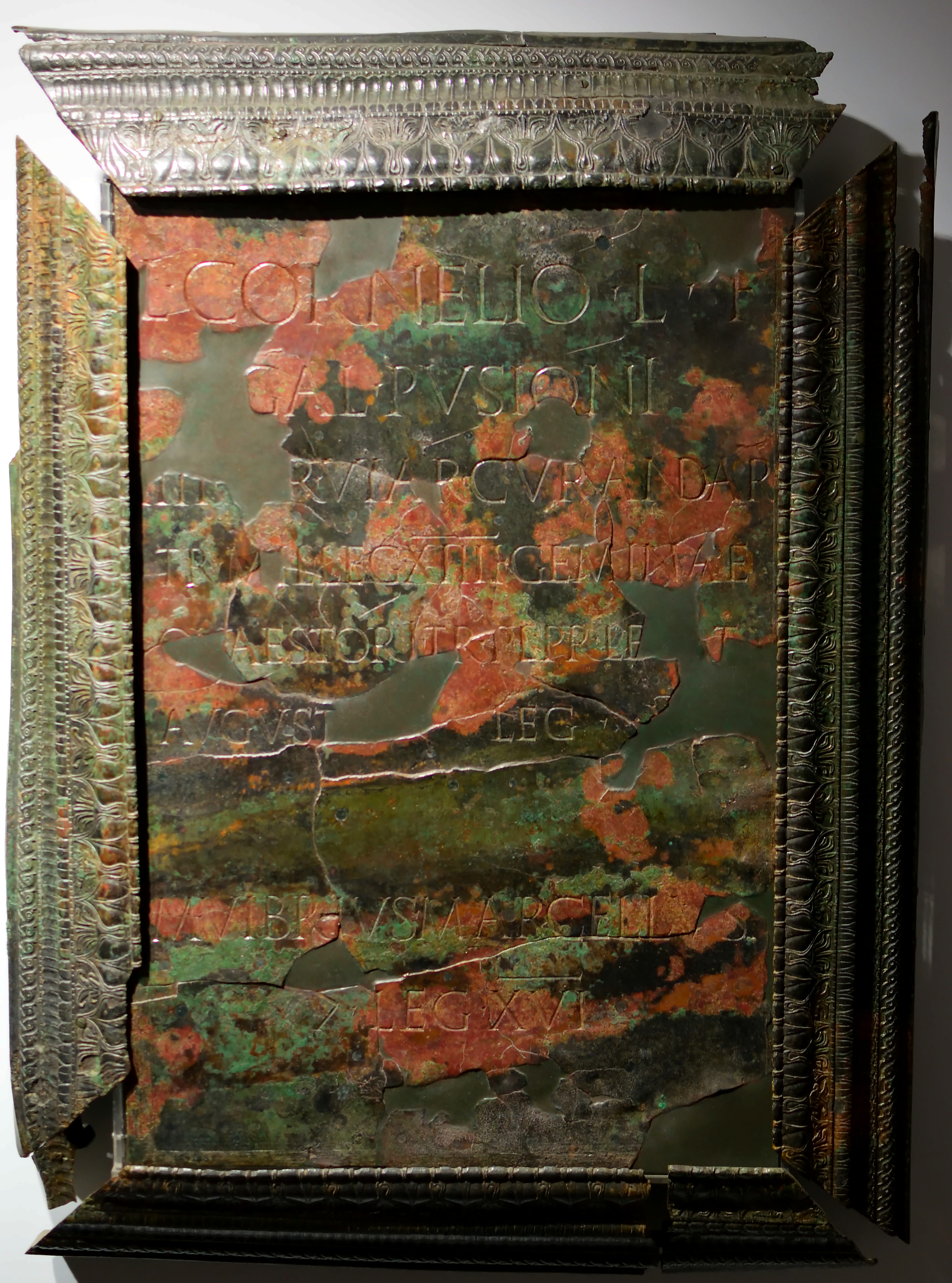
Iscrizione della statua

Il suo cursus fino al 55 è noto attraverso l'iscrizione di una statua a lui dedicata e ritrovata, insieme ai resti della statua stessa, a Roma, nelle fondamenta di Palazzo Campanari, sul Quirinale; la statua, eretta dal centurione Marco Vibrio Marcello della Legio XVI Gallica, si trovava probabilmente nei pressi della domus di Pusione. Secondo tale iscrizione, Pusione aveva ricoperto gli incarichi di membro della magistratura dei Quattuorviri viarum curandarum, Tribunus militum della Legio XIIII Gemina, Questore, Tribuno della plebe, Pretore e infine Legatus Augusti della Legio XVI. Nel 70/71 ricoprì la carica di consul suffectus.
Pusione era probabilmente di origine spagnola, considerata la sua appartenenza alla tribù Galeria e un'iscrizione ritrovata presso Cadice. Il console suffetto del 90, Lucio Cornelio Pusione Annio Messala, era probabilmente suo figlio. Pusione possedeva una villa presso Tivoli, alle Acque Albule e probabilmente una domus sul Quirinale.